# Giosia (nome)
Giosia  è un nome proprio di persona italiano maschile.

## Varianti
- Maschili: Giosiano[1]
- Femminili: Giosiana[2]

### Varianti in altre lingue
- Catalano: Josies[3]
- Ebraico: יֹאשִׁיָהוּ (Yoshiyahu)[4]
- Francese: Josias
- Greco biblico: Ιωσιας (Iosias)[4]
- Inglese: Josiah[4][5], Josias[5][6]
  - Ipocoristici: Josh[5]
- Latino ecclesiastico: Iosias[4]
- Polacco: Jozjasz
- Spagnolo: Josías[3]

## Origine e diffusione

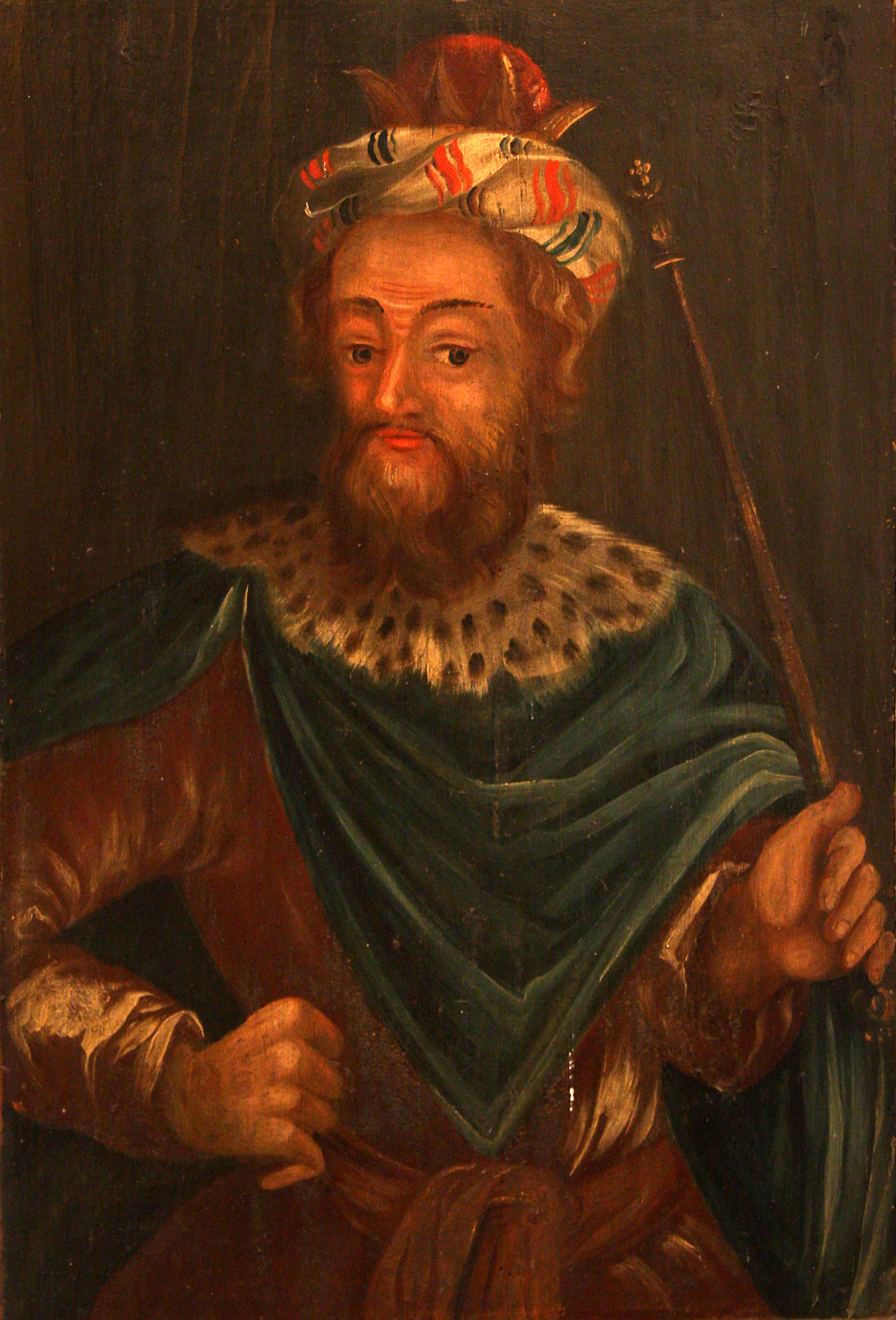
Ritratto del re Giosia dalla chiesa di Santa Maria di Åhus, Svezia

Nome di tradizione biblica, portato nell'Antico Testamento dal re di Giuda Giosia, caduto in battaglia contro gli egiziani a Megiddo. Deriva, tramite il greco e il latino biblici, dal  יֹאשִׁיָהוּ (Yoshiyahu); è composto da due elementi, di cui il secondo è certamente yah, un'abbreviazione di Yahweh (assai comune nell'onomastica ebraica, presente ad esempio in Ezechia, Sofonia e Michea), mentre sul primo vi sono diverse ipotesi. Alcune fonti interpretano il significato come "fuoco del Signore", "fuoco di Dio", altre come "Yahweh supporta", "Yahweh sostiene", altre ancora come "Dio/Yahweh cura" o "possa Yahweh curare".
In italiano moderno è rarissimo. In Inghilterra, nella forma Josiah, cominciò ad essere usato con la Riforma Protestante.

## Onomastico
L'onomastico ricorre il 1º novembre, in occasione di Ognissanti, in quanto non è portato da alcun santo ed è quindi adespota.

## Persone
- Giosia Acquaviva, nobile e condottiero italiano
- Giosia di Sassonia-Coburgo-Saalfeld, nobile e generale tedesco
- Giosia I di Waldeck, conte di Waldeck-Eisenberg
- Giosia I di Waldeck-Bergheim, conte di Waldeck-Bergheim
- Giosia II di Waldeck-Wildungen, conte di Waldeck-Wildungen

### Variante Josiah

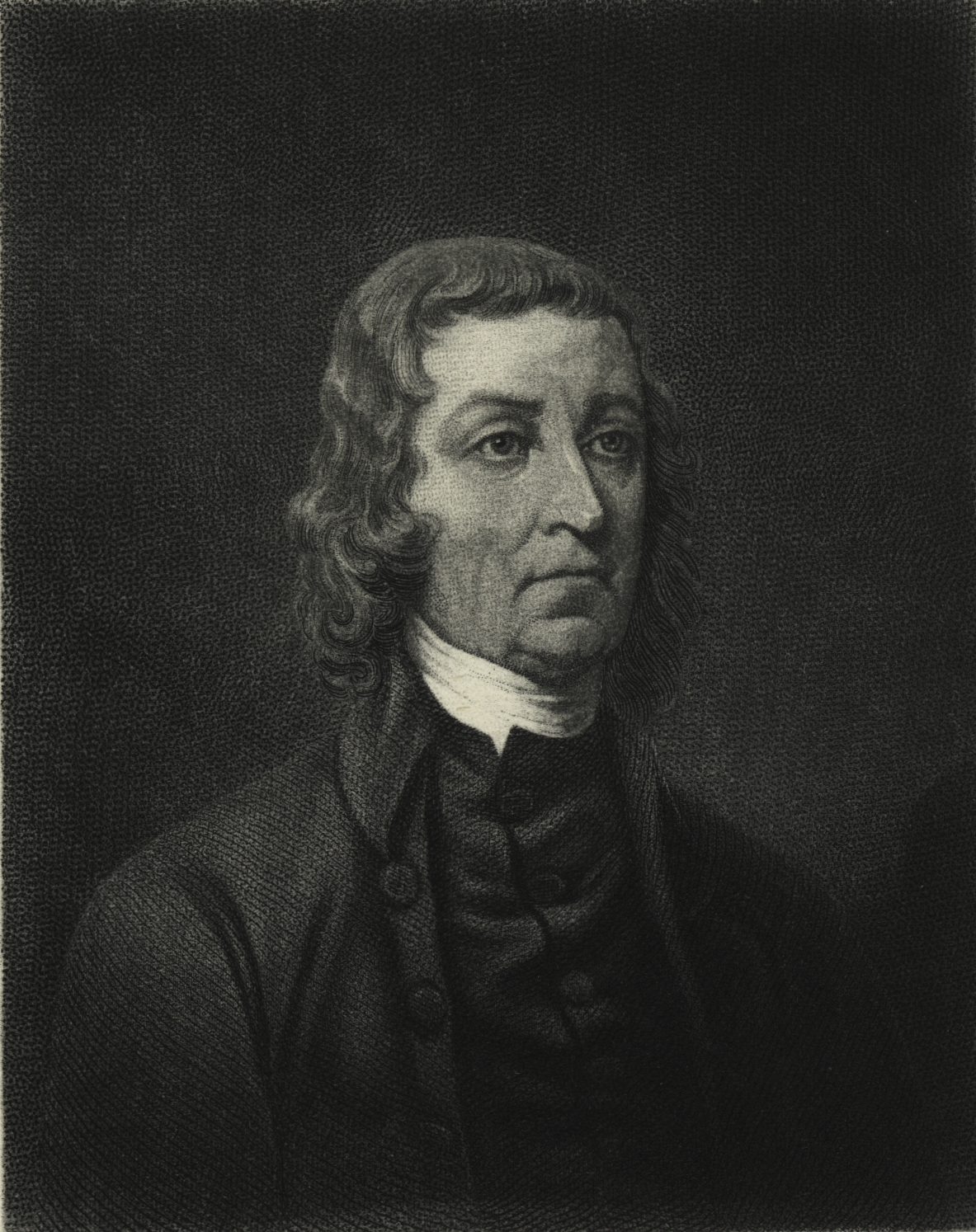
Josiah Bartlett

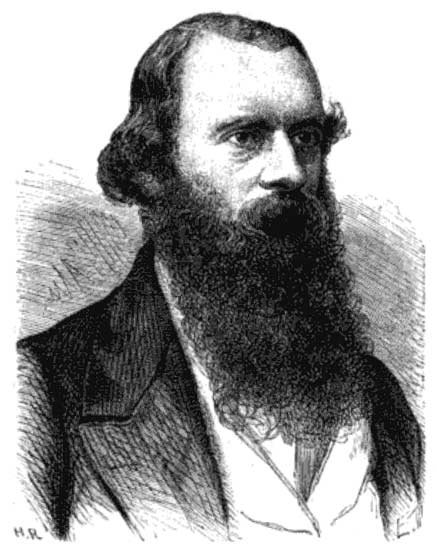
Josiah Latimer Clark

- Josiah Bartlett, politico e medico statunitense
- Josiah Latimer Clark, ingegnere britannico
- Josiah Conder, architetto inglese
- Josiah Gorgas, generale e accademico statunitense
- Josiah Harmar, generale statunitense
- Josiah McCracken, atleta e giocatore di football americano statunitense
- Josiah Royce, filosofo statunitense
- Josiah Stamp, scrittore, economista, banchiere, industriale e statista inglese
- Josiah Tattnall, politico e generale statunitense
- Josiah Tattnall III, militare statunitense
- Josiah Warren, filosofo, inventore, musicista e riformatore sociale statunitense
- Josiah Wedgwood, ceramista britannico
- Josiah Whitney, geologo statunitense

### Variante Josias
- Josias Braun-Blanquet, botanico svizzero
- Josias Simmler, teologo e umanista svizzero
- Josias von Heeringen, generale tedesco

## Il nome nelle arti
- Giosiana è un personaggio del romanzo di Victor Hugo L'uomo che ride[2].
- Josiah Bartlet è un personaggio della serie televisiva West Wing - Tutti gli uomini del Presidente.
- Josiah Power è un personaggio dei fumetti DC Comics.